# Thomas Seymour
Thomas Seymour, prvi barun Seymour od Sudeleya (1508. – 1549.) bio je brat engleske kraljice i supruge Henrika VIII., Jane Seymour. Njihov brat, Edward Seymour, prvi vojvoda od Somerseta, bio je engleski regent i zaštitnik maloljetnog kralja Eduarda VI., sina Henrika VIII. i njegove sestre Jane. Bilo je predviđeno da vlada kraljevstvom sve dok Eduard ne izraste u punoljetnog monarha.
Godine 1547. Thomas Seymour je oženio Katarinu Parr, posljednju suprugu Henrika VIII. Zahvaljujući tom braku, Seymour je uvelike utjecao na Henrikovu kći Elizabetu koja je tada živjela pod Katarininom skrbi.

## Katarina Parr
Još tijekom Katarininog drugog braka, prije Henrika VIII., Katarina je bila zaljubljena u Thomasa Seymoura. U njemu je vidjela svog budućeg supruga i konačnu priliku za istinsku sreću i ljubav. Međutim, zapela je kralju za oko. Seymour je bio dovoljno pametan da ne stoji na putu kralju. Kao mjera opreza, Henrik VIII. je Seymoura poslao na diplomatsku misiju u Bruxelles kako bi razdvojio Katarinu i njega, nadajući se da će ga ubrzo zaboraviti.

Na kraljevo udvaranje Katarina je odgovarala korektno, izražavajući poštovanje, ali nije imala želje postati kraljica Engleske ili supruga čovjeku koji je već imao pet supruga od kojih je dvije dao pogubiti. Srce je dala Thomasu Seymoouru, govoreći o tom trenutku pet godina poslije:
"Kunem se Bogom, na pameti mi je bilo da se udam za Vas prije nego za bilo koga drugog."
Čim je Henrik preminuo, Seymour je obnovio kontakt s Katarinom Parr koja je u tom trenutku bila najbogatija žena u kraljevstvu. Seymour je bio otprilike šest godina stariji od Katarine, ali i vrlo zgodan. Usto je bio izuzetno ambiciozan i nagao. Čim se vratio iz diplomacije, radio je na Katarininim osjećajima. On ju je fizički i emocionalno privlačio, pa nije prošlo dugo i počeli su razgovarati o braku. Seymouru je u to doba bilo oko četrdeset godina. Bio je naočit, šarmantan i jako omiljen. Katarinu Parr je njegova vanjština i vatrena osobnost prije udaje za kralja već privlačile.

## Kraljevujak
Suvremenik i biograf Eduarda VI., sir John Hayward, opisao ga je kao "neobuzdanog u junaštvu, uglađenog u stilu, impozantnog u stasu i čarobnog u glasu". Dodao je i "ponešto praznog u svojoj biti".
Seymour se osjećao povrijeđenim time što su mu uskratili mjesto u Regentskom vijeću, za što je smatrao da mu s pravom pripada. Naposljetku, bio je kraljev ujak, a njegov brat bio je lord zaštitnik. Nije vjerovao da je Henrik uistinu na samrti izjavio da ne smije u Vijeće. Svojoj je zemlji dotada Seymour služio kao diplomat i kao pomorac. Bio je posebno zavidan na svog brata Edwarda koji je uživao svu moć.
Za politički uspon mu je bio potreban utjecajan brak. U početku se nije udvarao Katarini Parr. Stvarnu bi moć postigao brak s jednom od kraljevih sestara, koje su bile sljedeće u liniji nasljedstva. To bi bio potez koji bi, s vremenom, Seymouru mogao osigurati krunu.
Kako je Marija bila predana rimokatolkinja, nju nije uzeo u obzir. Zato mu je kao jedini izbor preostala Elizabeta. Ona je bila izraztio britka uma, što je znalo zasjeniti ljepotu njezine zlatnocrvene kose i blistavih očiju koje je naslijedila od majke - Ane Boleyn. No, od majke je također naslijedila i zavodljivost i privlačnost, zbog čega se svidjela i Seymouru već u svojoj trinaestoj godini. Ona ga je, u međuvremenu, glatko odbila, zbog čega je u njegovim očima postala još poželjnija. No, svu svoju pozornost je ipak usmjerio na Katarinu Parr.
Kao kraljev ujak, uživao je Eduardovu naklonost. Seymour je namjeravao oženiti Eduarda s njegovom vršnjakinjom, predanom protestantkinjom, Jane Grey, koja je ujedno bila Seymourova štićenica.

## Odnos sElizabetom
Katarina Parr je nakon udaje za Seymoura ponudila svojoj pokćerki Elizabeti da joj se pridruži u njezinu domaćinstvu u Chelseaju, znajući da nije sretna na kraljevskom dvoru. Elizabeta je poziv s oduševljenjem prihvatila, pa se na početku 1548. godine preselila u Chelsea. Skandal oko kraljičine preudaje davno se zaboravio i Elizabeta više nije vidjela razlog koji bi je spriječio da se doseli svojoj voljenoj maćehi. Katarina je ponovno mogla pratiti Elizabetinu naobrazbu, biti joj potpora tijekom izrastanja u mladu ženu i uživati u poticajnom društvu njezina britkog i bistrog uma.
Katarina nije znala, dakako, da je njezin suprug Elizabeti svojedobno nudio brak, a još manje da ju je smatrao znatno boljom prilikom od udove kraljice. Ujedno joj nikada ne bi palo na pamet da bi ta vitka četrnaestogodišnjakinja mogla biti poželjna Seymouru. Situacija je od početka bila napeta. Iako to nije željela, Elizabeta je bila očara svojim naočitim "očuhom", kako se Seymour volio nazivati. Poželio joj je dobrodošlicu u novi dom s neskrivenom privrženošću te nije gubio vrijeme da joj da na znanje kako je smatra vrlo izazovnom i poželjnom.
Seymour je svoje želje vrlo vješto skrivao od svoje supruge koja mu je vjerovala i nije ništa sumnjala. Za nju je Elizabeta još bila dijete, nevina sirotica koju je primila pod svoje okrilje da bi je usmjerila i odgojila i koju će ona i njezin suprug voljeti kao vlastitu kćer miljenicu. No, Seymour je imao nešto drugo na pameti, a i Elizabeta. Njihova je privlačnost rasla pod krinkom privrženosti očuha i kćeri. Seksualna napetost između njih još nije bila očita. Oboje su bili svjesni da bi razotkrivanjem svojeg odnosa najvjerojatnije povrijedili osobu koja im je oboma mnogo značila.
Kada je Katarina zatrudnjela 1548. godine, Seymour je bio ushićen, ali ubrzo iskoristio priliku i počeo iznova snubiti Elizabetu. Seymour je javno izvodio nestašluke s Elizabetom pred svim ukućanima, kako nitko ne bi nešto posumnjao. U njihovoj londonskoj kući popeo bi se sve do Elizabetine spavaće sobe te bi, odjeven samo u pidžami i kućnim papučama, ušao bez pitanja ili kucanja ne obazirajući se na to je li još u postelji ili nije. To se dogodilo i u prisutnosti Elizabetine guvernante, Kat Ashley, koja je odmah postala sumnjičava. Uznemiravalo ju je što bi ostajao u spavaonici samo ako bi Elizabeta još bila u postelji, u protivnom bi odmah izašao.
Elizabeta je bila dovoljno zrela za zavođenje, a vjerojatno i dovoljno voljna. Bila je u izrazito povodljivim godinama, pa joj je godilo što je u središtu pozornosti poletnoga admirala. Vjerojatno ju je strašila sama mogućnost čina vođenja ljubavi, ali je jednako tako vjerojatno da bi njezina strast prema admiralu s vremenom nadjačala taj strah.
Jutarnji su se posjeti nastavili, uz neodobravanje Kat Ashley. Admiral bi Elizabetu škakljao dok bi ona još bila u postelji, odjevena samo u spavačicu. Jednom ju je čak pokušao i poljubiti, no Ashley je bila prisutna i naredila da izađe "zbog sramote". Elizabeta da nije odbijala, dapače, u tome je uživala. Uskoro je sve otišlo toliko daleko da bi je admiral, pošto bi joj poželio dobro jutro, vrlo prisnuo pljesno po leđima ili stražnjici.
Katarina u svemu tome nije vidjela ništa loše. Smatrala je da Seymour u njoj vidi samo djevojčicu. Kat Ashley se brinula za ugled svoje štićenice.
Jednom je admiral jurio Elizabetu po vrtovima na imanju u Hanworthu. Kad ju je uhvatio, neko vrijeme su se hrvali, a potom je zatražio škare te izrazeo Elizabetinu crnu haljinu na vrpce. Katarina se neobuzdano smijala situaciji, pri tome držeći Elizabetu, da ne pobjegne.

Elizabetina zaslijepljenost admiralom s vremenom je postajala sve očitija. Ujedno je bila premlada i nedovoljno lukava da bi to znala sakriti. Katarina je postala sumnjičava te naredila Kat Ashley da pomno motri admirala i Elizabetu. 
"Admiral već duže prejako voli princezu", rekla je Kat Ashley.
Katarini nije bilo važno je li je admiral prevario ili nije. Boljela ju je njegova namjera. Ipak, vrlo je vješto skrivala svoje emocije, nadajući se da je u krivu. No nije prošlo dugo, a njezine su se najgore sumnje obistinile: Zapazila je jednog dana da Seymour i Elizabeta nisu bili prisutni. Tržaila ih je posvuda po imanju, sve dok bez upozorenja nije naletjela na njih dvoje u zagrljaju. Ugledavši Katarinu, ostali su skamenjeni, a krivnja imse iščitavala na licima.
Elizabeta je ubrzo napustila Chelsea i vratila se svojoj kući u Cheston. Strahovito ju je grizla savjest i to je poništavalo i najmanju dozu privlačnosti koju je osjećala prema admiralu. Bilo je očito da je njihovoj aferi došao kraj. Admiral se nije pokušao ponovno sastati s Elizabetom.
Još se neko vrijeme govorilo o njihovom odnosu, što je Katarinu još više povrijedilo. Međutim, nije bilo jasnih dokaza kojima bi se te glasine potkrijepilo.
Nakon afere admiral se iz petnih žila trudio vratiti ljubav i povjerenje svoje supruge, posebice sada kada mu je trebala roditi nasljednika. Katarina je stvorila privid sklada sa suprugom, a Elizabeti je iskreno oprostila jer je ona, za razliku od Seymoura, ipak bila dijete.

## Rođenje kćeri
30. kolovoza 1548. godine rodila se u dvorcu Sudeleyju Mary. Porođaj je bio težak, pa je Katarina poslije njega dugo bila slaba. No, njezini liječnici su vjerovali kako će se brzo oporaviti. Admiral se, dakako razočarati što se rodila djevojčica. Nekoliko sati nakon porođaja Katarina je dobila poslijeporođajnu groznicu, vrlo često u doba Tudora, koja ju je držala gotovo cijeli tjedan. Iz dana u dan postajalo je sve očiglednije da se neće oporaviti. U bunilu je govorila o suprugovoj nevjeri i izdaji koje su je toliko mučile da ih u ovom stanju više nije imala snage i pameti skrivati. Mislima je bila u Chelseaju, proživljavajući trenutak u kojem je zatekla svog supruga u zagrljaju s Elizabetom. Admiral se pravio da ne čuje njezine riječi. Katarina je nastavila prekoravati ga više od sat vremena.

## Udovac
Katarina je umrla 7. rujna 1548. godine, te ostavila svo vlasništvo svom suprugu. Admiral je iskreno tugovao zbog Katarinine smrti, pa je naredio da se njezino tijelo pokopa u kapelici u sklopu dvorca.
Admiral je poslao glasnika da obavijesti Elizabetu kako je izrazito tužan zbog gubitka supruge. No, Elizabeta nije namjeravala tješiti ga.
Admiral se s vremenom vratio svakidašnjici, pa se 1549. godine pridružio engleskoj vojsci u bitci protiv Škotske. Ipak se govorilo o tome "kako je loše postupao s pokojnom kraljicom, ponašajući se prema njoj okrutno, nepošteno i ljubomorno".
Kako mu je sjećanje na Katarinu blijedjelo, admiral se vratio na dvor pokušavajući preuzeti kontrolu nad mladim kraljem sve do svojeg pogubljenja 1549. godine.

## Pogubljenje
Edward Seymour, lord protektor Engleske, dao je vlastitog brata uhititi i odvesti u Londonski toranj. Admiral je bio optužen za veleizdaju jer je provalio u kraljevu ložnicu u Hampton Courtu. Tamo je upucao kraljevog psa čuvara. Uhićen je pod optužbom za pokušaj kraljeva umorstva (svog vlastitog nećaka). O njegovu je slučaju bila ispitana i kraljeva sestra, Elizabeta, pod sumnjam da je sudjelovala u admiralovoj uroti. Ipak se tada govorkalo da ju je htio oženiti i možda s njom zasjesti na prijestolje.
Kada su 20. ožujka 1549. godine zbog veleizdaje pogubili lorda admirala, njegova sedmomjesečna kći, gospa Mary Seymour, postala je siroče. Kasnije joj je parlament ukinuo pravo na nasljeđe. Razbaštinjeno dijete udomila je prijateljice pokojne Katarine, vojvotkinja od Suffolka, kojoj je dijete bio veliki financijski teret. Gospa Mary je umrla samo nekoliko godina iza svoje majke.